# Bierhelderhof

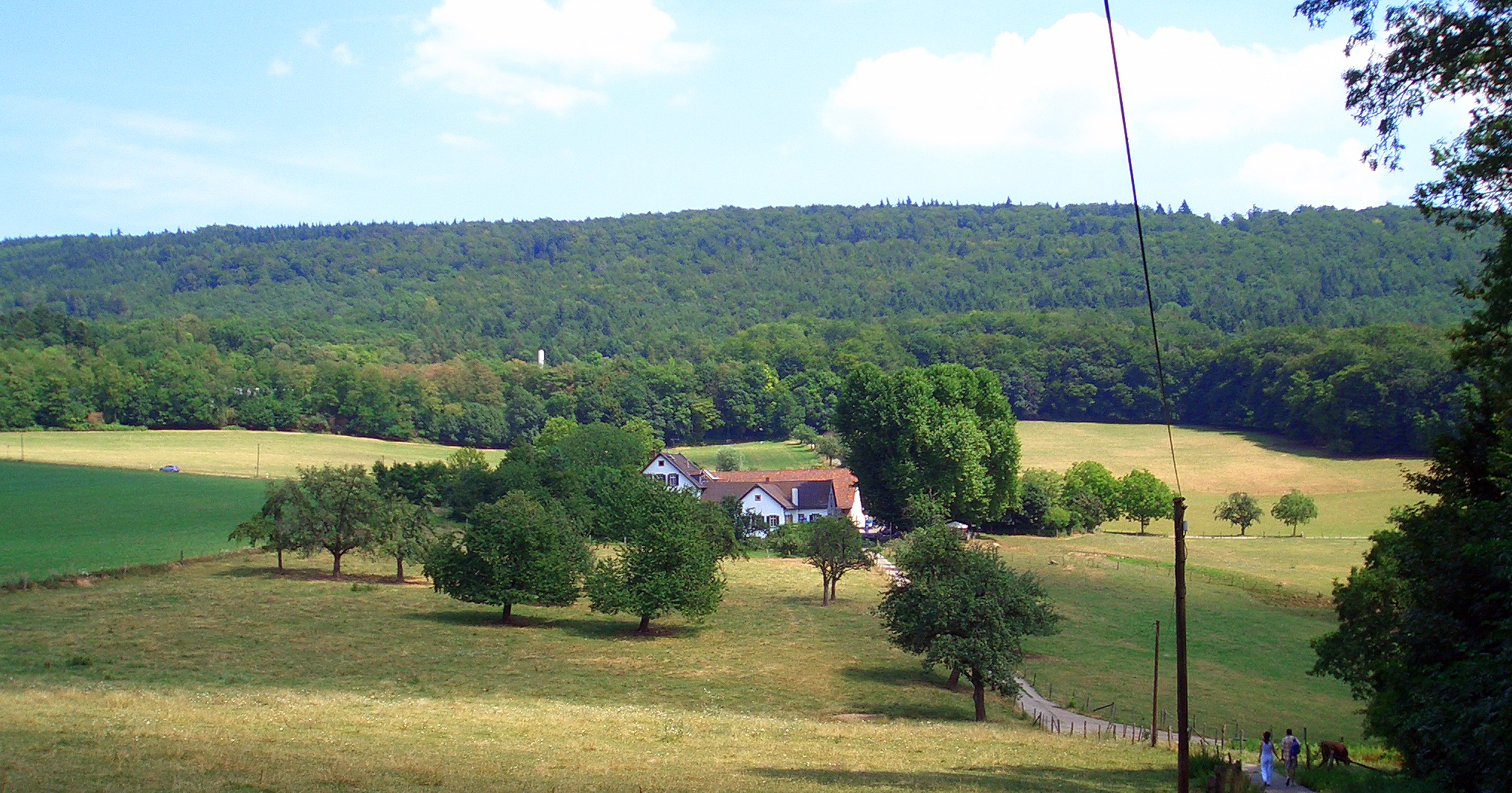
Blick von Westen auf den Bierhelderhof.

Der Bierhelderhof ist ein als Wohnplatz ausgewiesenes Gehöft auf dem Gaisberg nahe der baden-württembergischen Großstadt Heidelberg. Er liegt isoliert auf einer Anhöhe südöstlich des Stadtzentrums. Neben einem landwirtschaftlichen Betrieb existiert auf dem Bierhelderhof auch ein historisches Ausflugslokal.

## Geographie

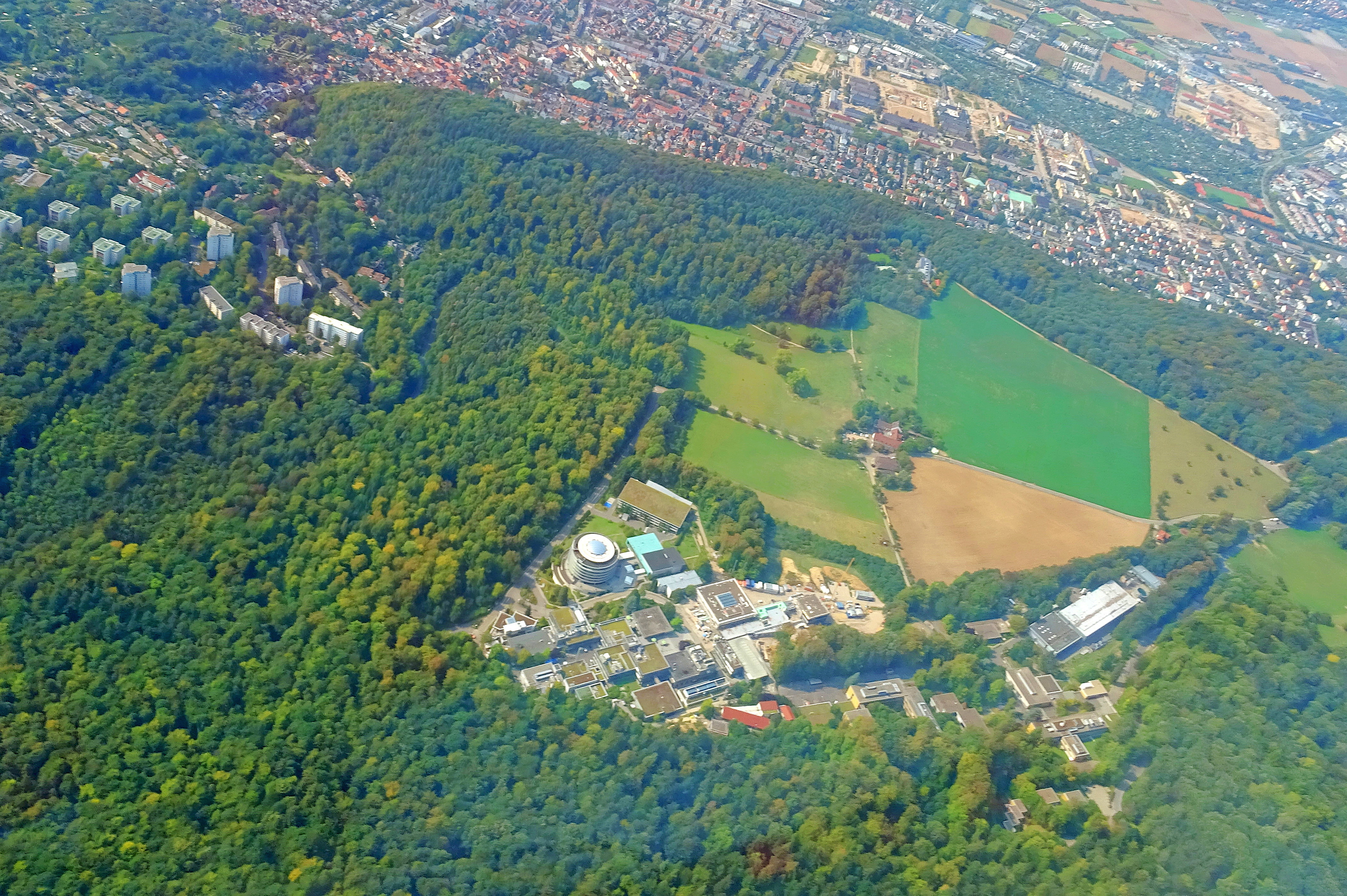
Luftbild des Bierhelderhofs inmitten der Lichtung mit Blickrichtung nach Westen.

Der Bierhelderhof liegt auf einer Höhe von 260 Meter über NN in einer Rodungsinsel am Westhang des Königstuhls, die im Nordwesten vom Ameisenbuckel und im äußersten Norden vom Gaisberg begrenzt wird. In der Nähe liegen das Max-Planck-Institut für Kernphysik im Nordosten, das Europäische Laboratorium für Molekularbiologie (EMBL) im Südosten, der Ehrenfriedhof Heidelberg im Nordwesten und der Speyererhof im Norden. Unmittelbar südwestlich entspringt der Bierhelder Bach, der nach etwa einem halben Kilometer bei der Hahnenmühle in den Rohrbach mündet. Administrativ gehört der Bierhelderhof zum Stadtteil Rohrbach.

## Geschichte
Der Bierhelderhof gilt als Gründung des Spätmittelalters in einem zuvor gerodeten Gelände, erstmals urkundlich erwähnt wurde er 1442 im Zusammenhang mit dem Übergang an das Heidelberger Heiligenstift als ze Ber᠆helden. Später hatte der Hof wechselnde Eigentümer, darunter der Schwiegersohn des Universalgelehrten Jan Gruter, der 1627 hier verstarb. Ab 1770 gehörte er Herzog Karl August und ab 1803 Markgräfin Amalie. 1917 wurde er von der Stadt Heidelberg erworben, seither befindet er sich in kommunalem Besitz.
Nachdem der Hof einem Brand zum Opfer gefallen war, wurde er im 19. Jahrhundert wieder aufgebaut. Die heute noch bestehende Gaststätte wurde bereits 1907 von Karl Christ wohlwollend erwähnt. Er berichtet von einer jährlichen Kerwe mit einem Preisschießen, die früher auf dem Hof stattgefunden hatte, sowie einem neu errichteten militärischen Schießstand in unmittelbarer Nähe zum Kolonialstein.
Auf einem westlich des Hofes gelegenen Gelände, das zuvor als Sportplatz und ab 1927 der AWO als Tagesheim für bedürftige Kinder gedient hatte, wurde 1942 ein Lager für russische und französische Kriegsgefangene und Zwangsarbeiter eingerichtet. Nach Kriegsende ging es wieder an die AWO, die es für Kindertageserholung nutzte und 1975 nach dem ehemaligen Bundesfinanzminister Alex-Möller-Waldheim benannte. Seit 1998 dient es der Deutschen Kinderkrebsstiftung als Waldpiraten-Camp.

## Herkunft des Namens
Der ursprüngliche Name des Hofes wird auf eine mit Beeren bestandenen Halde zurückgeführt. Verschiedene Quellen bringen den Bierhelderhof auch mit einem bislang nicht lokalisierten mons Piri in Verbindung, einem kleinen spätrömischen Heerlager, das im Jahr 369 von einer Gruppe von alemannischen Kriegern niedergemetzelt wurde. Da piri auf Latein für Birnen steht, ist dies ggf. ein Hinweis, dass sich der Begriff Bier von dieser Frucht ableitet.

## Verkehr

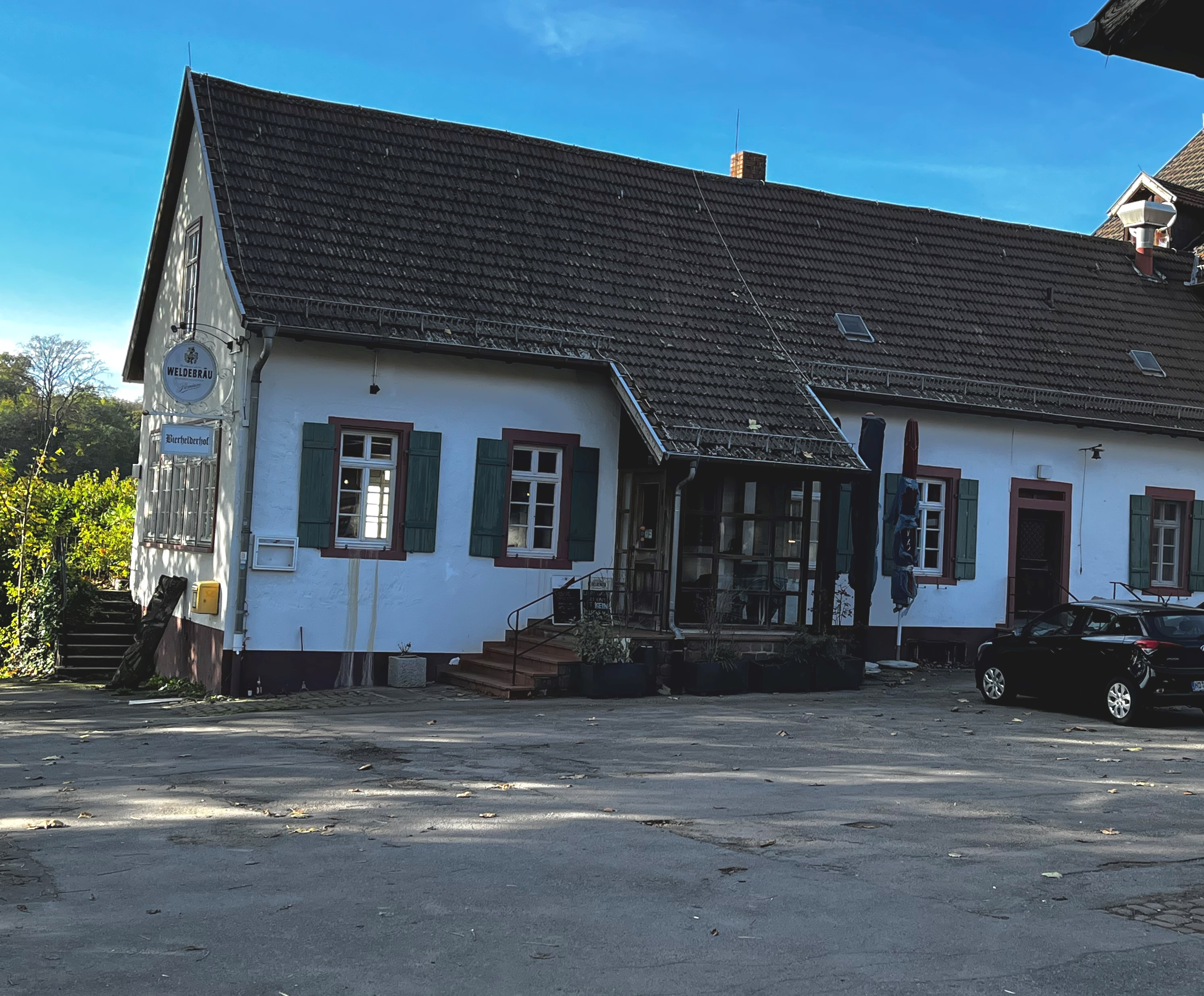
Bierhelderhof, Gaststätte (Aufn. 2022)

Der Hof liegt am Bierhelderhofweg. Zufahrt ist möglich von Süden von Rohrbach und dem Boxberg aus, von Norden von der Weststadt über den Steigerweg und von der Altstadt, dem Schloss und der Molkenkur über den Johannes-Hoops-Weg.
Mit öffentlichen Verkehrsmitteln erreichbar ist der Bierhelderhof aus der Innenstadt mit den VRN-Bus-Linien 39 und 39A über die Haltestelle Bierhelderhof/Ehrenfriedhof, die etwa 400 Meter von Hof und Gaststätte entfernt liegt. Die unmittelbare Nachbarschaft des Max-Planck-Instituts und des EMBL hat zur Folge, dass sich in den Sommermonaten im rustikalen Biergarten der Gaststätte zahlreiche nationale und internationale Wissenschaftler ein Stelldichein geben.